# موني ترين
موني ترين هو فيلم كوميديا إنتاج 1995 بطولة ويسلي سنايبس، وودي هارلسون وجنيفر لوبيز حقق الفيلم النجاح الكافي لتغطية ميزانية إنتاجه التي بلغت 60 مليون دولار، حيث توقفت إيراداته عن 35 مليون دولار، وقد ترشح لجائزة واحدة هي جائزة "NCLR Bravo Award" لأحسن ممثلة، والتي ترشحت لها بطلة الفيلم جينيفر لوبيز.

## قصة
تدور أحداث فيلم «موني ترين» في إطارٍ يجمع بين الأكشن والكوميديا، حول شقيقين يعملان في الشرطة ولكن حياتهما مختلفة تماما، حيث يعيش أحدهما حياة ناجحة ومريحة بينما يخرج الآخر من ورطة ليقع في الأخرى. وعندما يتفاقم الأمر لدي الأخ سيء الحظ لدرجة فقدانه لوظيفته، الأمر الذي يزيده سوء تخلي شقيقه عنه مع تراكم الديون عليه ومطالبة أصحابها بأموالهم بأي صورة ممكنة. الأزمة الشديدة تقود البطل لاتخاذ قرار خطير بالحصول على المال بأي ثمن، فيقرر أن يقوم بعملية سطو على «قطار الأموال»، وهو القطار الذي ينقل الإيرادات الأسبوعية لشبكة مترو أنفاق نيويورك. يبدأ البطل في تنفيذ مهمته بالفعل، ولكن المهمة تفشل ويتحول الأمر لمأزق شديد الصعوبة

## روابط خارجية
- موني ترين على موقع IMDb (الإنجليزية)
- موني ترين على موقع روتن توميتوز (الإنجليزية)
- موني ترين على موقع نتفليكس (الإنجليزية)
- موني ترين على موقع قاعدة بيانات الأفلام العربية
- موني ترين على موقع ألو سيني (الفرنسية)
- موني ترين على موقع Turner Classic Movies (الإنجليزية)
- موني ترين على موقع أول موفي (الإنجليزية)
- موني ترين على موقع بوكس أوفيس موجو (الإنجليزية)
- موني ترين على موقع فيلمافينيتي (الإسبانية)
- موني ترين على موقع قاعدة بيانات الأفلام السويدية (السويدية)